# Alegeri prezidențiale în România, 2025
Alegerile prezidențiale din România au avut loc în două tururi de scrutin, pe 4 și 18 mai 2025. Nicușor Dan și George Simion au fost cei doi candidați care au avansat în turul al doilea. Alegerile au fost câștigate de Nicușor Dan, care a devenit al șaptelea președinte al României.
Alegerile au fost convocate în ianuarie 2025, ca urmare a anulării alegerilor prezidențiale din 2024, invocându-se un presupus amestec al Rusiei în favoarea lui Călin Georgescu, câștigătorul primului tur. Campania a fost caracterizată de instabilitate politică și de o serie de proteste împotriva anulării. La 7 martie, lui Georgescu i-a fost interzisă candidatura în așteptarea mai multor anchete penale, liderul partidului AUR, George Simion, anunțându-și candidatura în locul lui Georgescu.
Simion, care a obținut 40,96% din voturi în primul tur, s-a confruntat cu Dan, care a obținut 20,99% din voturi, în al doilea tur care a avut loc la 18 mai 2025. Dan a câștigat cu 53,6% față de 46,4% pentru Simion.
La 20 mai, după ce a recunoscut alegerile și l-a felicitat pe Dan pentru victoria sa, Simion a declarat că a depus oficial o contestație a rezultatelor la Curtea Constituțională a României, invocând o fraudă electorală în masă. Acest demers a eșuat în cele din urmă, deoarece cererea lui Simion de anulare a alegerilor a fost respinsă de Curte, care a validat mandatul lui Dan.

## Sistem electoral
Președintele României este ales prin vot universal, direct și secret. Un candidat este declarat câștigător în primul tur dacă obține peste 50% din voturile alegătorilor înscriși în listele electorale. În caz contrar, se organizează un al doilea tur de scrutin între primii doi candidați clasați, iar cel care obține cele mai multe voturi este ales președinte. Conform Constituției, durata mandatului președintelui este de cinci ani cu un număr maxim de 2 mandate. Candidaturile pot fi depuse numai dacă sunt susținute de cel puțin 200.000 de alegători. Un alegător poate propune mai mulți candidați pentru a încuraja democrația deschisă prin opțiuni diversificate.

### Calendar electoral
- 4 martie: Termenul–limită până la care alegătorii din străinătate se pot înregistra pentru vot la o secție de votare (se înființează o secție de votare în grupul de localități unde au optat să voteze cel puțin 100 de alegători).
- 15 martie: Finalizarea depunerilor candidaturilor prezidențiale.
- 20 martie: Termenul–limită până la care alegătorii din străinătate se pot înregistra pentru vot prin corespondență.
- 4 aprilie: Începerea campaniei electorale.
- 2 – 4 mai: Se votează în străinătate.
- 4 mai: Se votează primul tur de scrutin în România de la ora 07:00 până la ora 21:00.
- 16 – 18 mai: Se votează în străinătate.
- 18 mai: Se votează al doilea tur de scrutin în România de la ora 07:00 până la ora 21:00.

### Registrul electoral
Registrul electoral este o bază de date oficială care cuprinde toți cetățenii români cu drept de vot. Acesta este folosit pentru a crea listele permanente și pentru a organiza secțiile de votare. Fiecare alegător poate vota doar în localitatea de domiciliu sau reședință la secția de votare unde este arondat.
Listele suplimentare sunt pentru alegătorii care nu sunt înregistrați pe listele permanente, dar doresc să voteze. Aceștia trebuie să completeze o declarație pe propria răspundere unde confirmă că nu au votat deja în altă secție. În București nu se poate vota pe lista suplimentară în alt sector. În străinătate, alegătorii pot vota la oricare din secțiile de votare pe listele suplimentare.

### Validitatea buletinului de vot
Un buletin de vot poate fi considerat nul dacă:
- se aplică ștampila pe mai multe opțiuni.
- este rupt, îndoit sau are semne de alterare.
- nu conține ștampila secției de votare.
- ștampila cu mențiunea „VOTAT” are alt model.
- nu este ștampilat.

Un buletin de vot poate fi considerat valid dacă ștampila:
- depășește limitele chenarului, fără a atinge alt chenar.
- a fost aplicată de mai multe ori în același chenar.
- a fost aplicată într-un chenar, cât și în afara oricărui alt chenar.
- a fost aplicată într-un chenar, dar apar mențiuni ale alegătorului pe buletin.
- se imprimă pe pagina interioară cu mențiunea TATOV.

## Context
Pe 6 decembrie 2024, cu 48 de ore înainte de turul al doilea al alegerilor prezidențiale din 2024, alegerile au fost anulate de Curtea Constituțională a României, din cauza suspiciunilor de intervenție rusă în favoarea candidatului independent, Călin Georgescu, care a luat un avans șoc în primul tur, cu 23%, și problemelor de finanțare ale campaniei sale, pe lângă alte încălcări ale legislației electorale. În urma anulării, Curtea Constituțională a decis ca Iohannis să rămână președinte până va fi ales un succesor. 
Pe 21 decembrie 2024, prin coaliția majoritară între PSD, PNL, UDMR și partidele minorităților etnice, a fost format un nou guvern cu Marcel Ciolacu ca prim-ministru. Pe 23 decembrie 2024, au fost aleși președinții celor două camere ale Parlamentului: Ilie Bolojan ca președinte al Senatului României, iar Ciprian-Constantin Șerban ca președinte al Camerei Deputaților a României.
Pe 12 februarie 2025, în urma inițierii în Parlament a procedurii de suspendare a președintelui, Klaus Iohannis a demisionat din funcție. Conform art. 98 din Constituția României, președintele Senatului, Ilie Bolojan, devine președinte interimar. Pe 26 februarie 2025, Călin Georgescu a fost acuzat de mai multe infracțiuni precum „incitare la acțiuni împotriva ordinii constituționale” și a primit interdicție de 60 de zile privind aparițiile mass-media. Pe 9 martie 2025, candidatura lui Călin Georgescu a fost respinsă pentru nerespectarea procedurilor electorale, comportamentul său la alegerile anterioare și pentru respectarea hotărârii Curții Constituționale din 6 decembrie 2024. Pe 2 aprilie 2025, comisia SIE din Parlament avertizează de riscul unor noi interferențe rusești în noile alegeri „fie prin amplificarea tensiunilor, a atacurilor cibernetice ori a campaniilor de influență”.
Traian Băsescu a avertizat că există riscul ca unele state să ezite să recunoască rezultatul alegerilor prezidențiale din mai 2025 deoarece, după trei luni, nu a apărut nicio probă concretă care să justifice anularea alegerilor din noiembrie 2024. Acesta consideră că alegerile nu ar fi fost anulate dacă ar fi intrat în finală Ciolacu sau Ciucă.
Conform comisarului UE pentru tehnologie, Henna Virkkunen, TikTok a făcut mai multe modificări interne printre care „o mai bună detectare și etichetare a conturilor politice, mai mulți experți în limba română și încă 120 de experți (fact checker-i) în grupul de lucru electoral din România, care se axează pe campanii de influență ascunsă și integritatea publicității electorale”. 133.000 de conturi false și de spam au fost eliminate.

## Candidați
Pentru a participa în calitate de candidat la alegerile prezidențiale, candidatul trebuie să fie cetățean român, să aibă domiciliul stabil în România, să fi împlinit vârsta minimă de 35 de ani la data depunerii candidaturii și să nu fie lipsit de dreptul de vot printr-o hotărâre judecătorească definitivă. Conform legii electorale, fiecare candidat la prezidențiale trebuie să adune minimum 200.000 de semnături de susținere de la cetățeni cu drept de vot.

### Turul I

#### Prezentare candidați
| Nume              | Născut                                | Campanie                                                             | Experiență în funcție publică | Afiliere și aprobare | Afiliere și aprobare                                                                                           |
| ----------------- | ------------------------------------- | -------------------------------------------------------------------- | --- | -------------------- | --- |
| Crin Antonescu    | 21 septembrie 1959 (65) Tulcea        | Motto: România, Înainte!                                             | Senator (2008–2016) Președintele interimar al României (2012) Președintele Senatului României (2012–2014) Deputat (1992–2008)                    |                      | Alianța Electorală România Înainte (A.RO) formată din: PNL, PSD, UDMR/RMDSZ, Partidele minorităților naționale |
| Victor Ponta      | 20 septembrie 1972 (52) București     | Motto: România pe primul loc                                         | Deputat (2004–prezent) Prim-ministrul României (2012–2015) Ministrul pentru Relația cu Parlamentul (2008–2009)                                   |                      | Independent Susținut de: PRR, FIN, PER, ADER, PRR, PRM, PRO                                                    |
| Elena Lasconi     | 20 aprilie 1972 (53) Hațeg, Hunedoara | Motto: Am curaj să fac dreptate!                                     | Primarul Municipiului Câmpulung (2020–prezent)                                                                                                   |                      | USR |
| Lavinia Șandru    | 6 februarie 1975 (50) Dej, Cluj       | Motto: România Reală                                                 | Deputat (2004–2008) |                      | Partidul Umanist Social Liberal (PUSL)                                                                         |
| Daniel Funeriu    | 11 aprilie 1971 (54) Arad             | Motto: Asta-i direcția!                                              | Ministrul Educației (2009–2012) Eurodeputat (2008–2009)                                                                                          |                      | Independent |
| Cristian Terheș   | 4 decembrie 1978 (46) Zalău, Sălaj    | Motto: Credincios Națiunii Române!                                   | Eurodeputat (2019–prezent) |                      | Partidul Național Conservator Român (PNCR)                                                                     |
| Sebastian Popescu | 12 februarie 1982 (43) Balș, Olt      |                                                                      | |                      | Partidul Noua Românie (PNR)                                                                                    |
| John Ion Banu     | 8 iulie 1960 (64) Roman, Neamț        | Motto: Democrația și Civilizația trebuiesc apărate de către cetățeni | |                      | Independent Susținut de: PNRo, NR, ALO, POC, REDUTA, PFP, UCM                                                  |
| Silviu Predoiu    | 5 august 1958 (66) București          | Motto: Competență. Caracter. Curaj.                                  | Director interimar al Serviciului de Informații Externe (2006–2007) Director adjunct al SIE (2005–2006) Șef direcția generală al SIE (2004–2005) |                      | Partidul Liga Acțiunii Naționale (PLAN)                                                                        |

#### Candidați respinși
- Călin Georgescu[31]
- Diana Șoșoacă[32]
- Remus Pricopie[33]
- Oana Crețu[33]
- Ion Popa[34]
- Maria Marcu[32]
- Paul Ispas[32]
- Matei Vanea[32]
- Constantin Vieriu[32]
- Gicu-Romeo Tiță[33]
- Gelu Drăgan[33]
- Constantin-Titian Filip[33]
- Petru Mîndru[35]

#### Candidați retrași
- Anamaria Gavrilă[36]
- Cătălin Avramescu[37]
- Gabriel Păun[38]
- Cristian Sima
- Anca Alexandrescu
- Constantin Ionescu[39]
- Ana Birchall[40]
- Anton Pisaroglu[41]
- George Becali[42]
- Dragoș-Adrian Șterpu[43]
- Teodor Nițulescu
- Dan Negru[44]
- Ioana Popescu[45]

#### Buletinul de vot
- Poziția nr. 1 - George-Nicolae Simion - Alianța pentru Unirea Românilor (AUR);
- Poziția nr. 2 - George-Crin-Laurențiu Antonescu - Alianța Electorală România Înainte (A.RO);
- Poziția nr. 3 - Elena-Valerica Lasconi - Uniunea Salvați România (USR);
- Poziția nr. 4 - Cristian-Vasile Terheș - Partidul Național Conservator Român (PNCR);
- Poziția nr. 5 - Marcela-Lavinia Șandru - Partidul Umanist Social Liberal (PUSL);
- Poziția nr. 6 - Victor-Viorel Ponta - candidat independent;
- Poziția nr. 7 - Sebastian-Costantin Popescu - Partidul Noua Românie (PNR);
- Poziția nr. 8 - Silviu Predoiu - Partidul Liga Acțiunii Naționale (PLAN);
- Poziția nr. 9 - John-Ion-Banu-Muscel - candidat independent;
- Poziția nr. 10 - Petru-Daniel Funeriu - candidat independent;
- Poziția nr. 11 - Nicușor-Daniel Dan - candidat independent.

### Turul II

#### Prezentare candidați
| Nume          | Născut                                   | Campanie                                                             | Experiență în funcție publică                                               | Afiliere și aprobare | Afiliere și aprobare |
| ------------- | ---------------------------------------- | -------------------------------------------------------------------- | --------------------------------------------------------------------------- | -------------------- | --- |
| George Simion | 21 septembrie 1986 (38) Focșani, Vrancea | Motto: Democrație!                                                   | Deputat (2020–prezent)                                                      |                      | Alianța pentru Unirea Românilor (AUR) Susținut de: POT, PNȚCD, PPR, BSR, ANR, ROEXIT, PSDM, PNR, ACOR, POLUL, PATRIOT, COMUNIȘTII, PCR-XXI, PNS, MRS Turul II: AER, NR |
| Nicușor Dan   | 20 decembrie 1969 (55) Făgăraș, Brașov   | Motto: România Onestă Instituții în slujba oamenilor, nu a găștilor. | Primar General al municipiului București (2020–prezent) Deputat (2016–2020) |                      | Independent Susținut de: USR, PMP, FD, DREPT, REPER, Nicolae Ștefănuță, SENS, PRA, NOA, PDU, PNȚMM, PV, URS.PDF, AMT Turul II: UDMR, PNL                               |

#### Buletin de vot
La 9 mai 2025, Biroul Electoral Central a stabilit machetele buletinelor de vot pentru turul al doilea al alegerilor prezidențiale.
- Poziția nr. 1 - George-Nicolae Simion - Alianța pentru Unirea Românilor (AUR);
- Poziția nr. 2 - Nicușor-Daniel Dan - candidat independent.

## Dezbateri

Dan și Simion în timpul unei dezbateri la Euronews, 8 mai 2025

Dezbaterile au început pe 8 aprilie 2025, la patru zile după debutul campaniei.
| Dezbatere | Data            | Difuzor                   | Moderator(i)                        | Note                 |
| --------- | --------------- | ------------------------- | ----------------------------------- | -------------------- |
| 1         | 8 aprilie 2025  | TVR 1                     | Ramona Avramescu                    | [ 73 ]               |
| 2         | 9 aprilie 2025  | TVR Info                  | Roxana Zamfirescu Claudiu Lucaci    | [ 74 ]               |
| 3         | 9 aprilie 2025  | A7 TV                     | Flori Stoian                        | [ 75 ]               |
| 4         | 10 aprilie 2025 | TVR Info                  | Roxana Zamfirescu Claudiu Lucaci    | [ 76 ]               |
| 5         | 10 aprilie 2025 | Radio România Actualități | Alexandra Andon                     | [ 77 ]               |
| 6         | 14 aprilie 2025 | TVR Info                  | Roxana Zamfirescu Claudiu Lucaci    | [ 78 ]               |
| 7         | 15 aprilie 2025 | TVR 1                     | Ramona Avramescu Marian Voicu       | [ 79 ]               |
| 8         | 15 aprilie 2025 | TVR Info                  | Roxana Zamfirescu Claudiu Lucaci    | [ 80 ]               |
| 9         | 16 aprilie 2025 | TVR 1                     | Ramona Avramescu Marian Voicu       | [ 81 ]               |
| 10        | 23 aprilie 2025 | TVR 1                     | Ramona Avramescu Marian Voicu       | [ 82 ]               |
| 11        | 28 aprilie 2025 | Digi24                    | Cosmin Prelipceanu Liliana Ruse     | [ 83 ] [ 84 ] [ 85 ] |
| 12        | 29 aprilie 2025 | TVR 1                     | Ramona Avramescu Marian Voicu       | [ 86 ]               |
| 13        | 30 aprilie 2025 | Antena 3                  | Mihai Gâdea                         | [ 85 ]               |
| 14        | 8 mai 2025      | Euronews                  | Andra Miron Diaconescu Monica Mihai | [ 87 ]               |

### Participare
| Candidat              | | | | | | | | | | | | | |    |       |                       |
| Candidat              | I Invitat (și a confirmat prezența) P Prezent (la fața locului sau printr-un apel video/audio live) N Neinvitat/Invitație refuzată A Absent (invitația a fost acceptată, dar nu a participat) | I Invitat (și a confirmat prezența) P Prezent (la fața locului sau printr-un apel video/audio live) N Neinvitat/Invitație refuzată A Absent (invitația a fost acceptată, dar nu a participat) | I Invitat (și a confirmat prezența) P Prezent (la fața locului sau printr-un apel video/audio live) N Neinvitat/Invitație refuzată A Absent (invitația a fost acceptată, dar nu a participat) | I Invitat (și a confirmat prezența) P Prezent (la fața locului sau printr-un apel video/audio live) N Neinvitat/Invitație refuzată A Absent (invitația a fost acceptată, dar nu a participat) | I Invitat (și a confirmat prezența) P Prezent (la fața locului sau printr-un apel video/audio live) N Neinvitat/Invitație refuzată A Absent (invitația a fost acceptată, dar nu a participat) | I Invitat (și a confirmat prezența) P Prezent (la fața locului sau printr-un apel video/audio live) N Neinvitat/Invitație refuzată A Absent (invitația a fost acceptată, dar nu a participat) | I Invitat (și a confirmat prezența) P Prezent (la fața locului sau printr-un apel video/audio live) N Neinvitat/Invitație refuzată A Absent (invitația a fost acceptată, dar nu a participat) | I Invitat (și a confirmat prezența) P Prezent (la fața locului sau printr-un apel video/audio live) N Neinvitat/Invitație refuzată A Absent (invitația a fost acceptată, dar nu a participat) | I Invitat (și a confirmat prezența) P Prezent (la fața locului sau printr-un apel video/audio live) N Neinvitat/Invitație refuzată A Absent (invitația a fost acceptată, dar nu a participat) | I Invitat (și a confirmat prezența) P Prezent (la fața locului sau printr-un apel video/audio live) N Neinvitat/Invitație refuzată A Absent (invitația a fost acceptată, dar nu a participat) | I Invitat (și a confirmat prezența) P Prezent (la fața locului sau printr-un apel video/audio live) N Neinvitat/Invitație refuzată A Absent (invitația a fost acceptată, dar nu a participat) | I Invitat (și a confirmat prezența) P Prezent (la fața locului sau printr-un apel video/audio live) N Neinvitat/Invitație refuzată A Absent (invitația a fost acceptată, dar nu a participat) | I Invitat (și a confirmat prezența) P Prezent (la fața locului sau printr-un apel video/audio live) N Neinvitat/Invitație refuzată A Absent (invitația a fost acceptată, dar nu a participat) |    | Total | Candidat              |
| Candidat              | 1 | 2 | 3 | 4 | 5 | 6 | 7 | 8 | 9 | 10 | 11 | 12 | 13 | 14 | Total | Candidat              |
| --------------------- | --- | --- | --- | --- | --- | --- | --- | --- | --- | --- | --- | --- | --- | -- | ----- | --------------------- |
| Nicușor Dan Ind.      | N | N | N | N | N | N | N | N | N | N | P | P | P | P  | 3     | Nicușor Dan Ind.      |
| George Simion AUR     | A | N | N | N | N | N | A | N | N | N | A | A | A | P  | 0     | George Simion AUR     |
| Crin Antonescu A.RO   | N | N | A | N | N | N | N | N | A | N | P | P | P | N  | 3     | Crin Antonescu A.RO   |
| Victor Ponta Ind.     | N | A | N | N | N | A | N | N | N | N | A | P | A | N  | 1     | Victor Ponta Ind.     |
| Elena Lasconi USR     | N | N | A | N | N | N | N | N | N | N | P | P | P | N  | 3     | Elena Lasconi USR     |
| Lavinia Șandru PUSL   | N | N | N | N | N | N | N | P | N | N | N | P | P | N  | 3     | Lavinia Șandru PUSL   |
| Daniel Funeriu Ind.   | P | N | N | N | N | P | P | N | N | P | N | P | P | N  | 6     | Daniel Funeriu Ind.   |
| Cristian Terheș PNCR  | N | N | P | N | N | N | N | P | P | P | N | P | P | N  | 6     | Cristian Terheș PNCR  |
| Sebastian Popescu PNR | N | P | P | P | P | N | P | N | N | P | N | P | A | N  | 7     | Sebastian Popescu PNR |
| Silviu Predoiu PLAN   | N | N | N | P | P | N | N | N | N | N | N | P | A | N  | 3     | Silviu Predoiu PLAN   |
| John Ion Banu Ind.    | P | P | N | N | P | P | N | N | P | N | N | P | P | N  | 7     | John Ion Banu Ind.    |

## Prezență la vot
Turul 1 de scrutin

Prezența la vot în primul tur de scrutin.

Prezența la vot în al doilea tur de scrutin.

Prezența la vot a fost mai mare decât în 2024, cu 9.571.899 de români mergând la urne, reprezentând 53,21% din populația cu drept de vot.
| Data  | 4 mai 2025 | Comparativ cu | 24 noiembrie 2024 | Data  |
| Ora   | 4 mai 2025 | Comparativ cu | 24 noiembrie 2024 | Ora   |
| ----- | ---------- | ------------- | ----------------- | ----- |
| 08:00 | 4,01%      | >             | 2,52%             | 08:00 |
| 09:00 | 6,47%      | >             | 4,26%             | 09:00 |
| 10:00 | 10,14%     | >             | 7,20%             | 10:00 |
| 11:00 | 14,58%     | >             | 11,34%            | 11:00 |
| 12:00 | 19,54%     | >             | 16,47%            | 12:00 |
| 13:00 | 24,46%     | >             | 21,99%            | 13:00 |
| 14:00 | 28,65%     | >             | 27,11%            | 14:00 |
| 15:00 | 32,40%     | >             | 32,01%            | 15:00 |
| 16:00 | 35,92%     | <             | 36,76%            | 16:00 |
| 17:00 | 39,58%     | <             | 41,48%            | 17:00 |
| 18:00 | 43,44%     | <             | 45,85%            | 18:00 |
| 19:00 | 47,21%     | <             | 49,01%            | 19:00 |
| 20:00 | 50,68%     | <             | 51,19%            | 20:00 |
| 21:00 | 53,21%     | >             | 52,40%            | 21:00 |

Turul 2 de scrutin
Prezența la vot a fost mai mare decât în 2019, cu 11.641.866 de români mergând la urne, reprezentând 64,72% din populația cu drept de vot.
| Data  | 18 mai 2025 | Comparativ cu | 4 mai 2025 | Data  |
| Ora   | 18 mai 2025 | Comparativ cu | 4 mai 2025 | Ora   |
| ----- | ----------- | ------------- | ---------- | ----- |
| 08:00 | 6,33%       | >             | 4,01%      | 08:00 |
| 09:00 | 9,30%       | >             | 6,47%      | 09:00 |
| 10:00 | 13,78%      | >             | 10,14%     | 10:00 |
| 11:00 | 19,28%      | >             | 14,58%     | 11:00 |
| 12:00 | 25,53%      | >             | 19,54%     | 12:00 |
| 13:00 | 31,93%      | >             | 24,46%     | 13:00 |
| 14:00 | 37,51%      | >             | 28,65%     | 14:00 |
| 15:00 | 42,51%      | >             | 32,40%     | 15:00 |
| 16:00 | 47,09%      | >             | 35,92%     | 16:00 |
| 17:00 | 51,39%      | >             | 39,58%     | 17:00 |
| 18:00 | 55,57%      | >             | 43,44%     | 18:00 |
| 19:00 | 59,48%      | >             | 47,21%     | 19:00 |
| 20:00 | 62,74%      | >             | 50,68%     | 20:00 |
| 21:00 | 64,72%      | >             | 53,21%     | 21:00 |

## Rezultate

Candidații care au obținut cele mai multe voturi (per UAT) în primul tur de scrutin

Candidații care au obținut cele mai multe voturi (per UAT) în al doilea tur de scrutin

| Nume                                                                   | Nume                 | Partid și susținere                 | Primul tur | Primul tur   | Al doilea tur | Al doilea tur |
| Nume                                                                   | Nume                 | Partid și susținere                 | Voturi     | Procente (%) | Voturi        | Procente (%)  |
| ---------------------------------------------------------------------- | -------------------- | ----------------------------------- | ---------- | ------------ | ------------- | ------------- |
|                                                                        | Nicușor Dan          | Independent                         | 1.979.767  | 20,99        | 6.168.642     | 53,60         |
|                                                                        | George Simion        | Alianța pentru Unirea Românilor     | 3.862.761  | 40,96        | 5.339.053     | 46,40         |
|                                                                        | Crin Antonescu       | Alianța Electorală România Înainte  | 1.892.930  | 20,07        |               |               |
|                                                                        | Victor Ponta         | Independent                         | 1.230.164  | 13,04        |               |               |
|                                                                        | Elena Lasconi        | Uniunea Salvați România             | 252.721    | 2,68         |               |               |
|                                                                        | Lavinia Șandru       | Partidul Umanist Social Liberal     | 60.682     | 0,64         |               |               |
|                                                                        | Daniel Funeriu       | Independent                         | 49.604     | 0,53         |               |               |
|                                                                        | Cristian Terheș      | Partidul Național Conservator Român | 36.445     | 0,39         |               |               |
|                                                                        | Sebastian Popescu    | Partidul Noua Românie               | 25.994     | 0,28         |               |               |
|                                                                        | John Ion Banu Muscel | Independent                         | 22.020     | 0,23         |               |               |
|                                                                        | Silviu Predoiu       | Partidul Liga Acțiunii Naționale    | 17.186     | 0,18         |               |               |
| Voturi valide                                                          | Voturi valide        | Voturi valide                       | 9.430.274  | 98,52        | 11.507.695    | 98,85         |
| Voturi nule                                                            | Voturi nule          | Voturi nule                         | 141.466    | 1,48         | 134.171       | 1,15          |
| Total                                                                  | Total                | Total                               | 9.571.740  | 100.00       | 11.641.866    | 100.00        |
| Sursa: Autoritatea Electorală Permanentă[nefuncțională – arhivă] (AEP) |                      |                                     |            |              |               |               |

| Județ                                          | Simion  | Simion | Dan     | Dan    | Antonescu | Antonescu | Ponta   | Ponta  | Lasconi | Lasconi | Alții  | Alții | Total   |      |         |
| Județ                                          | Voturi  | %      | Voturi  | %      | Voturi    | %         | Voturi  | %      | Voturi  | %       | Voturi | %     | Total   |      |         |
| ---------------------------------------------- | ------- | ------ | ------- | ------ | --------- | --------- | ------- | ------ | ------- | ------- | ------ | ----- | ------- | ---- | ------- |
| Județ                                          | Alba    | 65.369 | 43,45   | 26.138 | 17,38     | 32.276    | 21,46   | 19.137 | 12,72   | 3.613   | 2,40   | 3.901 | Total   | 2,59 | 150.434 |
| Arad                                           | 79.460  | 46,66  | 27.131  | 15,93  | 33.219    | 19,51     | 21.272  | 12,49  | 4.333   | 2,54    | 4.880  | 2,87  | 170.295 |      |         |
| Argeș                                          | 118.704 | 43,32  | 39.025  | 14,24  | 48.449    | 17,68     | 51.774  | 18,89  | 10.587  | 3,86    | 5.493  | 2,00  | 274.032 |      |         |
| Bacău                                          | 106.495 | 44,52  | 38.131  | 15,94  | 45.019    | 18,82     | 34.559  | 14,45  | 8.096   | 3,38    | 6.884  | 2,88  | 239.184 |      |         |
| Bihor                                          | 74.768  | 31,62  | 33.191  | 14,04  | 89.273    | 37,76     | 28.311  | 11,97  | 4.908   | 2,08    | 5.984  | 2,53  | 236.435 |      |         |
| Bistrița-Năsăud                                | 49.225  | 44,39  | 17.336  | 15,63  | 23.152    | 20,88     | 16.215  | 14,62  | 2.338   | 2,11    | 2.624  | 2,37  | 110.890 |      |         |
| Botoșani                                       | 63.780  | 45,68  | 16.203  | 11,61  | 25.441    | 18,22     | 27.428  | 19,65  | 3.202   | 2,29    | 3.555  | 2,55  | 139.609 |      |         |
| Brașov                                         | 89.147  | 33,39  | 83.162  | 31,15  | 45.264    | 16,95     | 33.431  | 12,52  | 8.693   | 3,26    | 7.316  | 2,74  | 267.013 |      |         |
| Brăila                                         | 55.204  | 45,26  | 16.412  | 13,46  | 22.007    | 18,04     | 22.476  | 18,43  | 2.638   | 2,16    | 3.229  | 2,65  | 121.966 |      |         |
| București                                      | 220.823 | 24,80  | 361.497 | 40,59  | 153.909   | 17,28     | 110.723 | 12,43  | 24.411  | 2,74    | 19.231 | 2,16  | 890.594 |      |         |
| Buzău                                          | 73.502  | 41,18  | 23.797  | 13,33  | 40.088    | 22,46     | 33.149  | 18,57  | 3.783   | 2,12    | 4.156  | 2,33  | 178.475 |      |         |
| Călărași                                       | 56.015  | 47,90  | 12.790  | 10,94  | 26.979    | 23,07     | 16.347  | 13,98  | 2.303   | 1,97    | 2.508  | 2,14  | 116.942 |      |         |
| Caraș-Severin                                  | 49.643  | 46,35  | 12.172  | 11,36  | 22.575    | 21,08     | 17.824  | 16,64  | 2.444   | 2,28    | 2.446  | 2,28  | 107.104 |      |         |
| Cluj                                           | 95.088  | 27,88  | 121.072 | 35,49  | 72.039    | 21,12     | 34.406  | 10,09  | 9.926   | 2,91    | 8.589  | 2,52  | 341.120 |      |         |
| Constanța                                      | 138.867 | 44,29  | 69.892  | 22,29  | 47.692    | 15,21     | 39.589  | 12,63  | 9.333   | 2,98    | 8.151  | 2,60  | 313.524 |      |         |
| Covasna                                        | 10.885  | 16,16  | 7.238   | 10,74  | 41.683    | 61,87     | 4.747   | 7,05   | 1.270   | 1,88    | 1.553  | 2,30  | 67.376  |      |         |
| Dâmbovița                                      | 94.562  | 46,03  | 30.065  | 14,63  | 33.617    | 16,36     | 37.623  | 18,31  | 5.072   | 2,47    | 4.497  | 2,19  | 205.436 |      |         |
| Dolj                                           | 106.379 | 39,36  | 38.908  | 14,40  | 72.468    | 26,81     | 42.217  | 15,62  | 5.366   | 1,99    | 4.934  | 1,83  | 270.272 |      |         |
| Galați                                         | 88.679  | 41,55  | 37.976  | 17,80  | 40.736    | 19,09     | 34.383  | 16,11  | 5.723   | 2,68    | 5.907  | 2,77  | 213.404 |      |         |
| Giurgiu                                        | 51.953  | 41,75  | 11.561  | 9,29   | 39.262    | 31,55     | 17.031  | 13,69  | 2.190   | 1,76    | 2.450  | 1,97  | 124.447 |      |         |
| Gorj                                           | 71.744  | 49,54  | 14.338  | 9,90   | 22.930    | 15,83     | 30.925  | 21,35  | 2.507   | 1,73    | 2.385  | 1,65  | 144.829 |      |         |
| Harghita                                       | 9.693   | 8,96   | 8.573   | 7,92   | 80.764    | 74,62     | 5.224   | 4,83   | 1.733   | 1,60    | 2.250  | 2,08  | 108.237 |      |         |
| Hunedoara                                      | 75.213  | 44,15  | 23.460  | 13,77  | 31.093    | 18,25     | 30.804  | 18,08  | 5.397   | 3,17    | 4.387  | 2,58  | 170.354 |      |         |
| Ialomița                                       | 45.928  | 47,23  | 12.558  | 12,91  | 18.271    | 18,79     | 16.268  | 16,73  | 2.152   | 2,21    | 2.068  | 2,13  | 97.245  |      |         |
| Iași                                           | 122.412 | 36,18  | 96.467  | 28,51  | 54.692    | 16,16     | 46.474  | 13,73  | 9.696   | 2,87    | 8.641  | 2,55  | 338.382 |      |         |
| Ilfov                                          | 104.985 | 36,12  | 80.871  | 27,82  | 59.981    | 20,64     | 30.703  | 10,56  | 8.016   | 2,76    | 6.089  | 2,09  | 290.645 |      |         |
| Maramureș                                      | 73.152  | 43,40  | 30.923  | 18,35  | 31.935    | 18,95     | 23.827  | 14,14  | 4.610   | 2,74    | 4.101  | 2,43  | 168.548 |      |         |
| Mehedinți                                      | 46.099  | 41,38  | 7.878   | 7,07   | 34.312    | 30,80     | 19.220  | 17,25  | 2.031   | 1,82    | 1.863  | 1,67  | 111.403 |      |         |
| Mureș                                          | 64.861  | 31,93  | 35.853  | 17,65  | 71.383    | 35,14     | 21.803  | 10,73  | 4.699   | 2,31    | 4.517  | 2,22  | 203.116 |      |         |
| Neamț                                          | 86.293  | 45,41  | 30.479  | 16,04  | 31.800    | 16,73     | 30.502  | 16,05  | 5.539   | 2,91    | 5.423  | 2,85  | 190.036 |      |         |
| Olt                                            | 80.024  | 44,30  | 15.790  | 8,74   | 46.844    | 25,93     | 31.080  | 17,20  | 3.600   | 1,99    | 3.311  | 1,83  | 180.649 |      |         |
| Prahova                                        | 134.799 | 41,68  | 65.224  | 20,17  | 53.232    | 16,46     | 52.266  | 16,16  | 9.510   | 2,94    | 8.396  | 2,60  | 323.427 |      |         |
| Sălaj                                          | 31.422  | 34,21  | 13.028  | 14,18  | 30.703    | 33,43     | 11.933  | 12,99  | 2.298   | 2,50    | 2.460  | 2,68  | 91.844  |      |         |
| Satu Mare                                      | 37.568  | 33,89  | 13.724  | 12,38  | 42.231    | 38,09     | 12.255  | 11,05  | 2.804   | 2,53    | 2.286  | 2,06  | 110.868 |      |         |
| Sibiu                                          | 70.877  | 39,34  | 51.737  | 28,72  | 30.856    | 17,13     | 16.684  | 9,26   | 5.387   | 2,99    | 4.625  | 2,57  | 180.166 |      |         |
| Suceava                                        | 124.671 | 48,55  | 36.556  | 14,24  | 43.741    | 17,03     | 40.464  | 15,76  | 5.040   | 1,96    | 6.311  | 2,46  | 256.783 |      |         |
| Teleorman                                      | 57.099  | 40,71  | 12.062  | 8,60   | 41408     | 29,52     | 24.439  | 17,42  | 2.547   | 1,82    | 2.707  | 1,93  | 140.262 |      |         |
| Timiș                                          | 116.399 | 37,99  | 87.880  | 28,68  | 49.726    | 16,23     | 33.168  | 10,83  | 11.030  | 3,60    | 8.176  | 2,67  | 306.379 |      |         |
| Tulcea                                         | 42.864  | 51,19  | 12.349  | 14,75  | 13.562    | 16,20     | 10.985  | 13,12  | 1.977   | 2,36    | 1.990  | 2,38  | 83.727  |      |         |
| Vâlcea                                         | 68.906  | 44,39  | 21173   | 13,64  | 29.430    | 18,96     | 29.338  | 18,90  | 3.125   | 2,01    | 3.274  | 2,11  | 155.246 |      |         |
| Vaslui                                         | 60.879  | 44,45  | 18.311  | 13,37  | 26.087    | 19,05     | 23.927  | 17,47  | 4.064   | 2,97    | 3.703  | 2,70  | 136.971 |      |         |
| Vrancea                                        | 61.135  | 44,76  | 19.448  | 14,24  | 27.531    | 20,15     | 22.045  | 16,14  | 3.222   | 2,36    | 3.218  | 2,36  | 136.599 |      |         |
| Diaspora                                       | 587.190 | 60,79  | 247.388 | 25,61  | 65.270    | 6,76      | 23.188  | 2,40   | 31.508  | 3,26    | 11.462 | 1,19  | 966.006 |      |         |
| Sursa: Autoritatea Electorală Permanentă (AEP) |         |        |         |        |           |           |         |        |         |         |        |       |         |      |         |

| Județ                                          | Simion  | Simion | Dan     | Dan    | Total     |       |         |
| Județ                                          | Voturi  | %      | Voturi  | %      | Total     |       |         |
| ---------------------------------------------- | ------- | ------ | ------- | ------ | --------- | ----- | ------- |
| Județ                                          | Alba    | 84.307 | 48,30   | 90.248 | Total     | 51,70 | 174.555 |
| Arad                                           | 105.901 | 52,26  | 96.744  | 47,74  | 202.645   |       |         |
| Argeș                                          | 162.489 | 52,94  | 144.461 | 47,06  | 306.950   |       |         |
| Bacău                                          | 138.900 | 51,13  | 132.761 | 48,87  | 271.661   |       |         |
| Bihor                                          | 103.995 | 36,36  | 182.029 | 63,64  | 286.024   |       |         |
| Bistrița-Năsăud                                | 66.610  | 50,36  | 65.653  | 49,64  | 132.263   |       |         |
| Botoșani                                       | 87.243  | 54,39  | 73.170  | 45,61  | 160.413   |       |         |
| Brașov                                         | 118.474 | 37,31  | 199.023 | 62,69  | 317.497   |       |         |
| Brăila                                         | 75.009  | 54,36  | 62.978  | 45,64  | 137.987   |       |         |
| București                                      | 326.451 | 30,88  | 749.291 | 69,12  | 1.075.742 |       |         |
| Buzău                                          | 101.161 | 50,42  | 99.466  | 49,58  | 200.627   |       |         |
| Călărași                                       | 76.416  | 58,12  | 55.059  | 41,88  | 131.475   |       |         |
| Caraș-Severin                                  | 66.237  | 57,59  | 48.785  | 42,41  | 115.022   |       |         |
| Cluj                                           | 126.885 | 29,84  | 298.313 | 70,16  | 425.198   |       |         |
| Constanța                                      | 177.458 | 49,53  | 180.853 | 50,47  | 358.311   |       |         |
| Covasna                                        | 15.721  | 15,58  | 85.153  | 84,42  | 100.874   |       |         |
| Dâmbovița                                      | 127.676 | 54,30  | 107.476 | 45,70  | 235.152   |       |         |
| Dolj                                           | 143.278 | 48,99  | 149.161 | 51,01  | 292.439   |       |         |
| Galați                                         | 116.516 | 48,04  | 126.042 | 51,96  | 242.558   |       |         |
| Giurgiu                                        | 76.035  | 56,01  | 59.717  | 43,99  | 135.752   |       |         |
| Gorj                                           | 95.439  | 61,48  | 59.804  | 38,52  | 155.243   |       |         |
| Harghita                                       | 14.439  | 9,22   | 142.248 | 90,78  | 156.687   |       |         |
| Hunedoara                                      | 100.733 | 53,57  | 87.301  | 46,43  | 188.034   |       |         |
| Ialomița                                       | 62.448  | 55,57  | 49.924  | 44,43  | 112.372   |       |         |
| Iași                                           | 163.233 | 41,25  | 232.461 | 58,75  | 395.694   |       |         |
| Ilfov                                          | 149.226 | 43,04  | 197.499 | 56,96  | 346.725   |       |         |
| Maramureș                                      | 97.812  | 48,79  | 102.658 | 51,21  | 200.470   |       |         |
| Mehedinți                                      | 64.463  | 56,00  | 50.656  | 44,00  | 115.119   |       |         |
| Mureș                                          | 84.764  | 32,98  | 172.218 | 67,02  | 256.982   |       |         |
| Neamț                                          | 112.895 | 52,47  | 102.270 | 47,53  | 215.165   |       |         |
| Olt                                            | 107.130 | 57,00  | 80.832  | 43,00  | 187.962   |       |         |
| Prahova                                        | 180.022 | 47,76  | 196.928 | 52,24  | 376.950   |       |         |
| Sălaj                                          | 41.016  | 37,81  | 67.460  | 62,19  | 108.476   |       |         |
| Satu Mare                                      | 51.327  | 36,49  | 89.328  | 63,51  | 140.655   |       |         |
| Sibiu                                          | 89.905  | 41,45  | 126.977 | 58,55  | 216.882   |       |         |
| Suceava                                        | 168.234 | 57,63  | 123.695 | 42,37  | 291.929   |       |         |
| Teleorman                                      | 80.095  | 53,52  | 69.572  | 46,48  | 149.667   |       |         |
| Timiș                                          | 154.517 | 41,63  | 216.694 | 58,37  | 371.211   |       |         |
| Tulcea                                         | 56.058  | 58,33  | 40.054  | 41,67  | 96.112    |       |         |
| Vâlcea                                         | 94.114  | 53,68  | 81.224  | 46,32  | 175.338   |       |         |
| Vaslui                                         | 81.139  | 51,32  | 76.977  | 48,68  | 158.116   |       |         |
| Vrancea                                        | 80.476  | 52,82  | 71.889  | 47,18  | 152.365   |       |         |
| Diaspora                                       | 912.553 | 55,86  | 720.996 | 44,14  | 1.633.549 |       |         |
| Sursa: Autoritatea Electorală Permanentă (AEP) |         |        |         |        |           |       |         |

George Simion a intrat în turul al doilea după ce s-a clasat pe primul loc în 36 de județe ale României. În diaspora, a fost votat majoritar în special în marile comunități de români din vestul Europei..
Nicușor Dan a intrat în turul al doilea după ce s-a clasat pe primul loc în județul Cluj, 5 sectoare din București și mai multe municipii cheie ale României (Brașov, Iași, Baia Mare, Sibiu, Cluj-Napoca și Timișoara). În diaspora, a fost preferat de comunitățile de români din Statele Unite ale Americii (SUA), Canada, Australia, Noua Zeelandă, Luxemburg, Elveția, China, India, Thailanda sau Filipine.

## Campania
Precampania pe Meta în perioada ianuarie-martie 2025 a costat 214.000 euro pe Dan, 140.600 euro pe Antonescu, 72.000 euro pe Ponta, 54.000 euro pe George Simion și 19.400 euro pe Elena Lasconi.
La 29 martie, Dan a declarat că a strâns 2,7 milioane de lei din donații înaintea campaniei pentru alegerile prezidențiale 2025, adică 540.000 de euro, iar doi afaceriști i-au dat nu mai puțin de 1,31 milioane de lei (262.000 de euro). Partidul Social Democrat (PSD) a afirmat că Dan are obligația legală de a face public numele celor care i-au donat pentru campania prezidențială sume mai mari de 40.500 de lei. Dan se întreabă retoric „câți bani publici au fost deja cheltuiți pentru pre-campania lui Antonescu”.
Pentru primul tur al alegerilor prezidențiale din 4 mai 2025, campania electorală a început la 4 aprilie ora 00:00 și s-a încheiat pe 3 mai ora 07:00.
Pe 5 aprilie BEC decide înlăturarea mai multor materiale publicitare electorale din mediul online.
Pe 7 aprilie, Antonescu anunță un proiect de lege împotriva pensiilor speciale și pentru majorarea vârstei de pensionare a magistraților la 65 de ani. CSM critică lipsa de transparență, afirmând că nu a fost consultată.
Pe 8 aprilie, o campanie pe rețelele sociale de zeci de mii de euro în favoarea lui Ponta care se concentrează pe atacarea contracandidaților este dezvăluită în presă. Ponta se dezice, spunând că el își gestionează doar paginile personale. Această campanie este reclamată la BEC.
Tot pe 8 aprilie, Kelemen Hunor afirmă că dacă nu câștigă Antonescu alegerile, se va face o schimbare de guvern.
Posibilitatea retragerii militarilor americani din Europa de Est devine o temă de campanie. Christopher Cavoli, un general american pledează pentru păstrarea actualei configurații după ce secretarul american al Apărării, Pete Hegseth, exprimă dubii cu privire la continuarea prezenței militare în Europa pe termen nelimitat. Aliații europeni cer o reducere treptată.
Președintele interimar Ilie Bolojan propune organizarea de dezbateri la Palatul Cotroceni, propunere acceptată de Dan, Lasconi, Antonescu, Ponta și Simion pentru dezbaterea transmisă de Digi24 pe 28 aprilie. O altă dezbatere va avea loc pe 29 aprilie la Cotroceni transmisă de TVR, confirmându-și prezența toți candidații.
Pe 9 aprilie, Claudiu Târziu, cofondator al AUR, și-a anunțat demisia din partidul AUR spunând „Mă despart definitiv de AUR. Pentru că săptămâna trecută AUR a fost înlocuit cu Partidul George Simion”.  După demisie, Târziu a mai declarat: „George Simion este un dictator în partidul AUR. Eu nu-l consider un bun lider de partid, nu am cum să-l consider un bun lider pentru România”.
Un raport Expert Forum dezvăluie cheltuielile de precampanie în 9 aprilie. AUR rămâne partidul cu cele mai multe reclame plătite pe Meta (însă după Dan în privința sumei totale), dar și cu cele mai mari sume investite pe Google printr-o rețea de site-uri de știri online cunoscute de ani de zile.
Pe 9 aprilie, USR își retrage sprijinul pentru Lasconi, președintele partidului, considerând că aceasta nu mai poate intra în turul doi și își anunță susținerea pentru Dan, fondatorul partidului. Lasconi refuză însă să se retragă din cursă și amenință cu instanța.
Tot pe 9 aprilie, Antonescu își lansează public candidatura. Prezența lui Ilie Bolojan la eveniment în calitate de șef al statului generează controverse, fiind apărată de Antonescu și PNL. Pe 10 aprilie, Simion pierde în primă instanță procesul cu Anatol Șalaru, fost ministru al Apărării din Republica Moldova, care îl acuzase că s-ar fi întâlnit cu agenți ruși. Pe 10 aprilie, o declarație a lui Ponta că ar fi inundat sate și teritorii românești în favoarea Belgradului stârnește controverse în spațiul public. Pe 11 aprilie, Hotnews a publicat o analiză bazată pe documentele AEP, care arată că, în prima săptămână de campanie electorală, Dan se situează abia pe locul 4 la capitolul finanțare. Primii 3 clasați sunt în ordine: Crin Antonescu (cu peste 20 milioane lei), Ponta (cu peste 10 milioane lei) și Simion.
Pe 12 aprilie, BEC a precizat într-un comunicat de presă că a admis o sesizare formulată de AUR și a dispus înlăturarea unor materiale publicitare ale USR care făceau propagandă electorală în favoarea lui Dan. De asemenea, BEC a concluzionat că „Atât timp cât partidul USR are un candidat care participă în competiția electorală, în primul tur de scrutin, această formațiune politică nu poate face campanie electorală de orice fel unui alt candidat care participă în același proces electoral”. Ionuț Moșteanu, liderul deputaților USR susține că vor contesta în instanță decizia BEC, iar Cristina Prună declară că decizia de retragere a sprijinului pentru Elena Lasconi nu are valoare juridică, deoarece Biroul Național al USR nu are aceste prerogative, doar congresul poate vota un candidat.
După acuzațiile de cenzură a libertății de exprimare, BEC revine cu justificarea că și persoanele fizice au obligația de a-și marca corespunzător postările politice de pe rețelele sociale dacă acestea sunt preponderente sau repetitive, aceștia fiind considerați astfel actori politici, iar în caz contrar conținutul devenind ilegal.
Pe 1 mai, Lasconi a publicat pe pagina sa de Facebook patru imagini în care apar generalul Florian Coldea alături de Ponta și Dan. La scurt timp, cei doi au anunțat că imaginile sunt false și, cel mai probabil, trucate. Lasconi a folosit o strategie similară și în anteriorul scrutin prezidențial când publica în octombrie 2024 poze cu Geoană care ar fi avut o presupusă întâlnire cu Tal Hanan, întrevedere de asemenea dezmințită de Geoană. Lasconi s-a concentrat de-a lungul campaniei să-l pună pe contracandidatul său Dan într-o poziție defavorabilă și s-a adresat în special electoratului feminin.
Pentru turul al doilea al alegerilor prezidențiale din 18 mai 2025, campania electorală a început pe 9 mai ora 00:00 și s-a încheiat pe 17 mai la ora 07:00.

## După primul tur
Pe 6 mai, candidatul Sebastian Popescu a depus o cerere de anulare a alegerilor pretinzând motive de încălcare a principiilor democratice și influențare a alegătorilor. Acesta făcuse o cerere similară și după primul tur al alegerilor prezidențiale din 2024.
Conform Autorității Electorale Permanente, observatorii internaționali au evaluat pozitiv desfășurarea primului tur al alegerilor. Pe 8 mai a avut loc o dezbatere între Simion și Dan găzduită de Euronews România. Simion a anulat ulterior o altă dezbatere.
Potrivit unui sondaj realizat de INSCOP publicat pe 6 iunie, 50,4% dintre români cred că alegerile au fost organizate corect, iar 45,7% cred că au fost organizate mai degrabă incorect.

## Reacții internaționale
Franța Purtătorul de cuvânt al Ministerului francez pentru Europa și Afaceri externe a afirmat că: „acuzațiile care circulă despre o presupusă ingerință a Franței în alegerile prezidențiale din România sunt complet nefondate”.